# No Regret
《No Regret》為2006年1月25日發行的日本歌手倖田來未第26th單曲。

## 解說
- 12週單曲連發的第8彈。單曲封面主題為印度。
- 第1彈《you》以來的非限定生產單曲。
- 《No Regret》的音樂錄影帶有《魯邦三世》中的峰不二子的圖像。
- B面曲為3rd專輯《feel my mind 心靈感應》收錄曲的《Rain》現場版。

## 發行版本
- CD ONLY

## 曲目
1. No Regret
  - 動畫《植木的法則》片頭曲
2. Rain （Unplugged Version）
3. No Regret-Instrumental-
4. Rain-Album Version Instrumental-